# Seredynka (obwód winnicki)
Seredynka (ukr. Серединка) – wieś na Ukrainie, w obwodzie winnickim, w rejonie hajsyńskim, w hromadzie Dżułyne. W 2001 liczyła 948 mieszkańców, wśród których 933 wskazało jako ojczysty język ukraiński, 13 rosyjski, 1 białoruski, a 1 inny.